# J.League-Hundertjahrplan-Verein
Ein J. League-Hundertjahrplan-Verein (jap. Jリーグ百年構想クラブ Jei Rīgu hyakunen kōsō kurabu) ist ein Status, der einem japanischen Amateur-Fußballverein, welcher der Profiliga J. League beitreten möchte, verliehen wird. Normalerweise bewerben sich Vereine der Japan Football League, also der höchsten Amateurliga, um diesen Status, generell können aber auch unterklassige Vereine der neun Regionalligen oder der Präfekturligen einen Antrag stellen. Die Anträge werden durch ein dafür zuständiges Komitee der J. League überprüft. Seit der Saison 2014 ist der Hundertjahrplan-Verein-Status das Hauptkriterium für den Aufstieg in die J3 League. Das System erlaubt es der Liga, am Profifußball interessierte Vereine zu identifizieren, ihnen mit Ressourcen und Rat zur Seite zu stehen und so die Umstellung vom Amateur- auf Profitum zu erleichtern.

## Geschichte
Seit der Gründung der J. League existierten mehrere Systeme, um aufnahmewillige Vereine zu identifizieren und zu fördern.

### 1993–1998: Außerordentliche Mitgliedschaft
Bei der Gründung der Spielklasse im Jahr 1993 mit zehn Vereinen hatte die Liga ursprünglich die Absicht, diese Anzahl erst einmal für ein paar Jahre stabil zu halten, bevor das Teilnehmerfeld dann langsam mit ein bis zwei Klubs pro Jahr auf sechzehn Mannschaften ausgedehnt werden sollte. Allerdings unterschätzte die Ligaführung die Nachfrage nach Profifußball im Land; so gab es weit mehr Vereine, die an einer Teilnahme am Wettbewerb interessiert waren als ursprünglich gedacht. Dies führte zur Vergabe von sogenannten „außerordentlichen Mitgliedschaften“ für Klubs der seinerzeit auf der zweiten Stufe der Ligenpyramide angeordneten Japan Football League. Außerordentliche Mitglieder, die einen der ersten beiden Plätze der JFL erreichten, wurde der Aufstieg in die J. League erlaubt unter der Voraussetzung, dass sie eine letzte Überprüfung durch die Liga bestanden. Ferner hatten sie das Recht, am J. League Cup und der Reserveliga teilzunehmen.
Das System der außerordentlichen Mitgliedschaften wurde mit Errichtung der J. League Division 2 und der Auflösung der alten Japan Football League am Ende der Saison 1998 abgeschafft. Die drei verbliebenen außerordentlichen Mitglieder (siehe untenstehende Tabelle) wurden in die Division 2 aufgenommen, Honda Motors dagegen entschied sich zur Beibehaltung seines Amateurstatus und schloss sich der neuen Japan Football League an.
| Jahr der Antragstellung | Vereinsname        | Jahr der Aufnahme in die J. League | Bemerkungen                                                                                          |
| ----------------------- | ------------------ | ---------------------------------- | --- |
| 1993                    | Bellmare Hiratsuka | 1994                               | |
| 1993                    | Júbilo Iwata       | 1994                               | |
| 1993                    | Kashiwa Reysol     | 1995                               | |
| 1994                    | Cerezo Osaka       | 1995                               | |
| 1994                    | Kyōto Purple Sanga | 1996                               | |
| 1994                    | Tosu Futures       | 1999 (J2)                          | Status wurde von Sagan Tosu übernommen                                                               |
| 1995                    | Avispa Fukuoka     | 1996                               | |
| 1995                    | Vissel Kōbe        | 1997                               | |
| 1996                    | Consadole Sapporo  | 1998                               | |
| 1996                    | Brummell Sendai    | 1999 (J2)                          | |
| 1997                    | Kawasaki Frontale  | 1999 (J2)                          | |
| 1997                    | Honda Motors       | –                                  | Niederlegung der Mitgliedschaft aufgrund von mangelnder Unterstützung durch Trägerbetrieb und Umfeld |

### 2006–2013: Außerordentliche Mitgliedschaft 2.0
Nach ihrer Gründung zur Saison 1999 wurde die J. League Division 2 zum neuen Ziel für die Ligaerweiterung, ihre Vereine bezog sie dabei aus der ebenfalls neu gegründeten Japan Football League. Während der ersten sieben Jahre der gemeinsamen Existenz der beiden Ligen wurde jeder aufstiegswillige Verein individuell durch die Liga untersucht. Auf diese Weise wurden fünf neue Vereine aufgenommen. Da aber die Anzahl der Interessenten im Laufe der Zeit kontinuierlich zunahm, initiierte der japanische Fußballverband im Oktober 2005 die Errichtung eines neuen Systems der außerordentlichen Mitgliedschaften, um interessierten Amateurvereinen einen Anreiz zum Erwerb einer soliden wirtschaftlichen und infrastrukturellen Basis zu setzen, die für eine Mitgliedschaft in der J. League unabdingbar waren.
Die Kriterien für eine solche Mitgliedschaft wurden Anfang 2006 von einem gemeinsamen Komitee von Verband und J. League festgelegt. Diese deckten verschiedene Aspekte der Vereinsentwicklung ab, mit den Schwerpunkten auf organisationeller Stabilität, adäquater Infrastruktur und Unterstützung durch Lokalregierung, Sponsoren und Fans. Im Gegensatz zum vorherigen System stand die außerordentliche Mitgliedschaft dabei nicht nur Vereinen der JFL, sondern grundsätzlich allen Amateurvereinen im japanischen Spielbetrieb offen, also auch denen in den Regional- und Präfekturligen.
Nachstehend findet sich eine Liste der Voraussetzungen für eine außerordentliche Mitgliedschaft in ihrer letzten Fassung vom 1. September 2012.
Vereinsstruktur
- Verein muss als öffentliche Gesellschaft oder als gemeinnützige Organisation mit ausschließlichem Fokus auf Fußball organisiert sein
  - Betriebsmannschaften und Universitätsmannschaften sind nicht antragsberechtigt
  - Mindestens die Hälfte der Vereinsanteile muss sich in japanischem Besitz befinden
- Verein muss mindestens drei Mitarbeiter in administrativer Funktion beschäftigen, einer davon muss als Trainer fungieren
- Verein muss ein adäquates und mit den japanischen Gesetzen konformes Gehaltssystem besitzen
- Verein muss sich einer jährlichen Steuerprüfung unterziehen
- Finanzierung des Vereins muss realisierbar sein

(Bemerkung: Die Liga empfahl ein Budget von 1,5 Millionen Yen beim Aufstieg in die J2 und von 5 Millionen Yen am Ende des dritten Jahres in der J2.)
- Verein muss Sponsorenverträge von zusammengenommen mindestens 1 Million Yen vorweisen können

Heimatort(e)
- Genehmigung des entsprechenden Fußballverbandes der Präfektur notwendig
- Schriftliche Genehmigung der Verwaltung des Heimatorts/der Heimatorte notwendig

Heimstadion/Trainingsgelände
- Stadion muss über eine Kapazität von wenigstens 10.000 Plätzen und einen Naturrasenplatz verfügen (alternativ dazu muss der Verein Pläne zur Errichtung eines Stadions mit diesen Mindestanforderungen vorweisen)
- Stadion muss sich innerhalb der vorgeschlagenen Heimatorte befinden
- Pressetribüne und ein Konferenzraum für die Pressekonferenzen vor und nach Spielen ist obligatorisch
- Verein muss über ein Trainingsgelände innerhalb der vorgeschlagenen Heimatorte verfügen können

Sonstiges
- Verein muss in der JFL, einer Regionalliga oder einer Präfekturliga spielen
- Verein muss sich um die Aufnahme in die J. League bemühen
- Verein muss Pläne für ein Jugendsystem besitzen

Dieses neue System der außerordentlichen Mitgliedschaften hielt sich für insgesamt acht Jahre und kam mit dem Erreichen eines Teilnehmerfeldes von 22 Mannschaften in der J. League Division 2 mit Beginn der Saison 2012 zu seinem logischen Abschluss. Mit Beginn des folgenden Jahres wurde daraufhin die J3 League gegründet, welche die meisten der außerordentlichen Mitglieder aufnahm.
Seit 2006 bewarben sich 29 Vereine für eine außerordentliche Mitgliedschaft, 25 von ihnen wurde diese auch zugesprochen, auch wenn bei einigen Vereinen mehr als ein Antrag dafür notwendig war. Von diesen 25 außerordentlichen Mitgliedern stiegen elf in die J2 auf, neun weitere wurden 2013 in die J3 League eingegliedert; die übrigen fünf Mitglieder wurden 2014 zusammen mit drei Anträgen, über die noch nicht entschieden worden war, in das neue System der J.-League-Hundertjahrplan-Vereine übernommen. Die untenstehende Tabelle listed die Geschichte der Anträge auf außerordentliche Mitgliedschaften sowie der Zulassungen in die J. League auf. Alle Zulassungen erfolgten hierbei für die J2, sofern nichts Anderes vermerkt ist.
- Grau – Mitgliedschaft verweigert
- Grün – Verbliebene Mitglieder, 2014 zum Hundertjahrplan-Verein überführt

| Zeitpunkt des Antrags | Vereinsname                    | Spielklasse†                       | Heimatort(e)                        | Antragsergebnis         | Jahr der Aufnahme in die J. League | Bemerkungen |
| --------------------- | ------------------------------ | ---------------------------------- | ----------------------------------- | ----------------------- | ---------------------------------- | --- |
| August 2006           | Rosso Kumamoto                 | Japan Football League              | Kumamoto, Kumamoto                  | Angenommen              | 2007                               | Umbenennung in Roasso Kumamoto nach Aufstieg in die J2                                                         |
| August 2006           | Tochigi SC                     | Japan Football League              | Utsunomiya, Tochigi                 | Abgelehnt               |                                    | Neuer Antrag im Januar 2007                                                                                    |
| Januar 2007           | FC Gifu                        | Japan Football League              | Gifu, Gifu                          | Angenommen              | 2007                               | Antrag wurde zunächst mit Bedingungen angenommen, Verbesserung der Finanzlage vor Aufstieg in die J2 notwendig |
| Januar 2007           | Gainare Tottori                | Japan Football League              | Alle Städte der Präfektur Tottori   | Angenommen              | 2010                               | |
| Januar 2007           | Tochigi SC                     | Japan Football League              | Utsunomiya, Tochigi                 | Angenommen              | 2008                               | |
| Januar 2007           | Perada Fukushima               | Tōhoku-Regionalliga, Division 2    | Fukushima, Fukushima                | Abgelehnt               |                                    | Umbenennung in Fukushima United FC, Neuer Antrag im Juni 2013                                                  |
| Juli 2007             | Fagiano Okayama                | Chūgoku-Regionalliga               | Alle Städte der Präfektur Okayama   | Angenommen              | 2008                               | Erster Verein aus der Regionalliga, dessen Antrag angenommen wurde                                             |
| Januar 2008           | New Wave Kitakyūshū            | Japan Football League              | Kitakyūshū, Fukuoka                 | Angenommen              | 2009                               | Umbenennung in Giravanz Kitakyushu nach Aufstieg in die J2                                                     |
| Januar 2008           | Kataller Toyama                | Japan Football League              | Toyama, Toyama                      | Angenommen              | 2008                               | |
| Januar 2008           | FC Ryūkyū                      | Japan Football League              | Alle Städte der Präfektur Okinawa   | Abgelehnt               |                                    | Neuer Antrag im Januar 2011                                                                                    |
| Januar 2009           | FC Machida Zelvia              | Japan Football League              | Machida, Präfektur Tokio            | Angenommen              | 2011                               | Abstieg in die JFL 2012, Wiederaufnahme in die J3 2013                                                         |
| Januar 2009           | V-Varen Nagasaki               | Japan Football League              | Alle Städte der Präfektur Nagasaki  | Angenommen              | 2012                               | |
| Januar 2010           | Matsumoto Yamaga FC            | Japan Football League              | Matsumoto, Nagano                   | Angenommen              | 2011                               | |
| Januar 2010           | SC Sagamihara                  | Präfekturliga Kanagawa, Division 1 | Sagamihara, Kanagawa                | Angenommen              | 2013 (J3)                          | Erster Verein aus einer Präfekturliga, dessen Antrag angenommen wurde                                          |
| April 2010            | Zweigen Kanazawa               | Japan Football League              | Kanazawa, Ishikawa                  | Antrag nicht akzeptiert |                                    | Unvollständige Dokumentation. Neuer Antrag im Januar 2011                                                      |
| Dezember 2010         | Kamatamare Sanuki              | Japan Football League              | Alle Städte der Präfektur Kagawa    | Angenommen              | 2013                               | |
| January 2011          | FC Ryūkyū                      | Japan Football League              | Alle Städte der Präfektur Okinawa   | Abgelehnt               |                                    | Weitere Verbesserungen notwendig. Neuer Antrag im Juni 2013                                                    |
| January 2011          | Zweigen Kanazawa               | Japan Football League              | Kanazawa, Ishikawa                  | Abgelehnt               |                                    | Weitere Verbesserungen notwendig. Neuer Antrag im November 2012                                                |
| November 2011         | AC Nagano Parceiro             | Japan Football League              | Nagano, Nagano                      | Angenommen              | 2013 (J3)                          | |
| November 2012         | Zweigen Kanazawa               | Japan Football League              | Alle Städte der Präfektur Ishikawa  | Angenommen              | 2013 (J3)                          | |
| November 2012         | Blaublitz Akita                | Japan Football League              | Alle Städte der Präfektur Akita     | Angenommen              | 2013 (J3)                          | |
| Juni 2013             | Veertien Kuwana                | Präfekturliga Mie, Division 2      | Kuwana, Mie                         | Antrag nicht akzeptiert |                                    | Unvollständige Dokumentation                                                                                   |
| Juni 2013             | Yokohama Sports & Culture Club | Japan Football League              | Yokohama, Kanagawa                  | Angenommen              | 2013 (J3)                          | |
| Juni 2013             | Grulla Morioka                 | Tōhoku-Regionalliga, Division 1    | Morioka, Iwate                      | Angenommen              | 2013 (J3)                          | Einziges außerordentliches Mitglied, welches ohne JFL-Teilnahme direkt in die J3 League aufgenommen wurde      |
| Juni 2013             | Renofa Yamaguchi FC            | Chūgoku-Regionalliga               | Alle Städte der Präfektur Yamaguchi | Angenommen              |                                    | Aufnahme in die J3 im Jahr 2014                                                                                |
| Juni 2013             | Fukushima United FC            | Japan Football League              | Fukushima, Fukushima                | Angenommen              | 2013 (J3)                          | |
| Juni 2013             | FC Ryūkyū                      | Japan Football League              | Alle Städte der Präfektur Okinawa   | Angenommen              | 2013 (J3)                          | |
| Juni 2013             | Fujieda MYFC                   | Japan Football League              | Fujieda, Shizuoka                   | Angenommen              | 2013 (J3)                          | |
| Juni 2013             | Vanraure Hachinohe             | Tōhoku-Regionalliga, Division 1    | Hachinohe, Aomori                   | Angenommen              |                                    | |
| Juni 2013             | tonan Maebashi                 | Kantō-Regionalliga                 | Maebashi, Gunma                     | Angenommen              |                                    | |
| Juni 2013             | azul claro Numazu              | Tōkai-Regionalliga                 | Numazu, Shizuoka                    | Angenommen              |                                    | |
| Juni 2013             | Nara Club                      | Kansai-Regionalliga                | Nara, Nara                          | Angenommen              |                                    | |
| Juni 2013             | Mio Biwaku Kusatsu             | JFL                                | Kusatsu, Shiga                      | In Bearbeitung          |                                    | Antrag in das Hundertjahrplan-Verein-Status-System übernommen                                                  |
| Juni 2013             | Tochigi Uva FC                 | JFL                                | Tochigi, Tochigi                    | In Bearbeitung          |                                    | Antrag in das Hundertjahrplan-Verein-Status-System übernommen, Status wurde im Mai 2014 erteilt                |
| Juni 2013             | Suzuka Rampole                 | Tōkai-Regionalliga                 | Suzuka, Mie                         | In Bearbeitung          |                                    | Antrag in das Hundertjahrplan-Verein-Status-System übernommen                                                  |

† Angegeben ist jeweils die Spielklasse, in welcher der Verein zum Zeitpunkt des Antrags spielte; dies ist nicht notwendigerweise die Spielklasse, welcher der Verein momentan angehört.

## Hundertjahrplan-Status (seit 2014)
Für eine kurze Zeit nach der Gründung der J3 League im Jahr 2014 bezeichnete die J. League die an der neuen Spielklasse teilnehmenden Vereine als „außerordentliche Mitglieder“, im Gegensatz zu den „Vollmitgliedern“ der J1 und J2. Um Verwirrung mit der Namensgebung für das System der Ligaanwärter zu vermeiden, wurde dieser Status kurzerhand in „Hundertjahrplan-Status“ umbenannt. Die J. League nahm später die Bezeichnung der J3-Mitglieder als „außerordentlich“ zurück, der Name für den Anwärterstatus wurde jedoch beibehalten.

### Kriterien für die Statuserteilung
Die Kriterien für den Hundertjahrplan-Status entsprechen in etwa denen der außerordentlichen Mitgliedschaft, wenngleich sie allgemein aufgrund der geringeren Voraussetzungen für die J3 nicht so streng sind. Untenstehend findet sich die Liste der Voraussetzungen für die Saison 2016.
Vereinsstruktur
- Verein muss als öffentliche Gesellschaft oder als gemeinnützige Organisation mit ausschließlichem Fokus auf Fußball organisiert sein und mit dieser Zielsetzung bereits ein Jahr oder länger existieren
  - Mindestens die Hälfte der Vereinsanteile muss sich in japanischem Besitz befinden
- Verein muss mindestens vier Mitarbeiter in administrativer Funktion beschäftigen, einer davon muss als Trainer fungieren
- Verein muss ein adäquates und mit den japanischen Gesetzen konformes Gehaltssystem besitzen
- Verein muss ein ordentliches Finanzmanagement besitzen und sich einer jährlichen Steuerprüfung unterziehen
- Verein muss die intellektuellen Rechte am Vereinsnamen, am Logo und an allen verwandten Markenzeichen besitzen

Heimatort(e) und Heimstadion/Trainingsgelände
- Genehmigung des entsprechenden Fußballverbandes der Präfektur notwendig
- Schriftliche Genehmigung der Verwaltung des Heimatorts/der Heimatorte notwendig
- Stadion muss sich innerhalb der vorgeschlagenen Heimatorte befinden
- Verein muss über ein Trainingsgelände innerhalb der vorgeschlagenen Heimatorte verfügen können

Sonstiges
- Verein muss in der JFL, einer Regionalliga oder einer Präfekturliga spielen
- Verein muss sich um die Aufnahme in die J. League bemühen
- Verein muss ein existierendes Jugendsystem bzw. eine Fußballschule besitzen, welches bereits ein Jahr oder länger existiert

### Bedingungen für den Aufstieg in die J3 League
Der Hundertjahrplan-Status ist lediglich die Grundvoraussetzung für den Aufstieg in die J3; der Verein muss ferner weitere Voraussetzungen erfüllen, um eine Lizenz für die J3 League zu erhalten.
- Verein muss den Status als Hundertjahrplan-Verein besitzen
- Verein muss eine Spielstätte gemäß den Standards der J3 League besitzen (mindestens 5.000 Zuschauer), Spielstätte muss von der Liga abgenommen werden
- Verein muss den Lizenzierungskriterien für die J3 League entsprechen
- Verein muss die Saison als Meister oder Vizemeister der JFL abschließen, im letzteren Fall muss zusätzlich ein Relegationsspiel gegen einen Vertreter der J3 League ausgetragen werden.[4]
- Zuschauerschnitt bei Heimspielen muss wenigstens 2.000 Zuschauer betragen, mit erkennbaren Bestrebungen zum Erreichen von 3.000 Zuschauern
- Jahresumsatz muss wenigstens 150 Millionen Yen betragen, es dürfen keine übermäßigen Schulden vorhanden sein

Bis zur Saison 2022 war es ausreichend, dass sich der Verein am Ende der Saison unter den besten vier Vereinen der JFL und unter den beiden Bestplatzierten der Hundertjahrplan-Statusinhaber befindet.

### Chronologie der Anträge
- Grün – in die J. League aufgenommen
- Gelb – aktuelle Statusinhaber
- Orange – suspendierte Statusinhaber
- Rot – ehemalige Statusinhaber
- Grau – Antrag abgelehnt
- Weiß – Antrag in Bearbeitung

| Zeitpunkt des Antrags | Vereinsname             | Spielklasse†                    | Heimatort(e)                        | Antragsergebnis | Jahr der Aufnahme in die J. League | Bemerkungen |
| --------------------- | ----------------------- | ------------------------------- | ----------------------------------- | --------------- | ---------------------------------- | --- |
| Juni 2014             | Renofa Yamaguchi FC     | Chūgoku-Regionalliga            | Alle Städte der Präfektur Yamaguchi | Angenommen      | 2015                               | Ehemaliges außerordentliches Mitglied |
| Juni 2014             | Vanraure Hachinohe      | Tōhoku-Regionalliga, Division 1 | Hachinohe, Aomori                   | Angenommen      | 2019                               | Ehemaliges außerordentliches Mitglied |
| Juni 2014             | tonan Maebashi          | Kantō-Regionalliga              | Maebashi, Gunma                     | Angenommen      |                                    | Ehemaliges außerordentliches Mitglied; Verein gab den Status am 31. Juli 2019 zurück |
| Juni 2014             | azul claro Numazu       | Tōkai-Regionalliga              | Numazu, Shizuoka                    | Angenommen      | 2017                               | Ehemaliges außerordentliches Mitglied |
| Juni 2014             | Nara Club               | Kansai-Regionalliga, Division 1 | Nara, Nara                          | Angenommen      | 2023                               | Ehemaliges außerordentliches Mitglied |
| Juni 2014             | Tochigi City FC         | Japan Football League           | Tochigi, Tochigi                    | Angenommen      |                                    | Antrag als außerordentliches Mitglied ins neue System überführt Umbenennung in Tochigi City FC im Dezember 2018, vorher Tochigi UVA FC                                                     |
| November 2014         | Kagoshima United FC     | Japan Football League           | Kagoshima, Kagoshima                | Angenommen      | 2016                               | |
| November 2015         | Tōkyō Musashino City FC | Japan Football League           | Musashino, Tokio                    | Angenommen      |                                    | Verein gab den Status am 31. Juli 2020 zurück |
| November 2015         | FC Imabari              | Shikoku-Regionalliga            | Imabari, Ehime                      | Angenommen      | 2020                               | |
| November 2018         | Tegevajaro Miyazaki     | Japan Football League           | Miyazaki, Miyazaki                  | Angenommen      | 2021                               | |
| November 2018         | ReinMeer Aomori FC      | Japan Football League           | Aomori, Aomori                      | Angenommen      |                                    | |
| November 2019         | FC Osaka                | Japan Football League           | Higashiōsaka, Osaka                 | Angenommen      | 2023                               | |
| November 2019         | Veertien Mie            | Japan Football League           | Kuwana, Mie                         | Angenommen      |                                    | |
| November 2019         | Iwaki FC                | Tōhoku-Regionalliga, Division 1 | Iwaki, Fukushima                    | Angenommen      | 2022                               | |
| November 2019         | Vonds Ichihara          | Kantō-Regionalliga, Division 1  | Ichihara, Chiba                     | Angenommen      |                                    | |
| November 2019         | Nankatsu SC             | Präfekturliga Tokio, Division 1 | Bezirk Katsushika, Tokio            | Angenommen      |                                    | Yōichi Takahashi, Autor und Zeichner des Mangas Captain Tsubasa, dessen Hauptfigur das Fußballspielen bei einem Verein namens Nankatsu FC erlernt, ist Hauptanteilseigner des Vereins.     |
| November 2020         | Criacao Shinjuku        | Kantō-Regionalliga, Division 1  | Bezirk Shinjuku, Tokio              | Angenommen      |                                    | |
| November 2020         | Suzuka Point Getters    | Japan Football League           | Suzuka, Mie                         | Suspendiert     |                                    | Suspendierung am 28. Februar 2022 aufgrund diverser Probleme auf Verwaltungsebene; diese müssen bis zum 30. Juni 2022 beseitigt werden, ansonsten droht der endgültige Verlust des Status. |
| November 2020         | Verspah Ōita            | Japan Football League           | Beppu und Yufu, Ōita                | Angenommen      |                                    | |
| November 2021         | Cobaltore Onagawa       | Tōhoku-Regionalliga, Division 1 | Onagawa, Miyagi                     | Angenommen      |                                    | |
| November 2021         | Tokyo 23 FC             | Kantō-Regionalliga, Division 1  | Alle Bezirke Tokios                 | Angenommen      |                                    | |
| November 2021         | Ococias Kyoto AC        | Kansai-Regionalliga, Division 1 | Kyōto, Kyōto                        | In Bearbeitung  |                                    | Ein erster Antrag wurde aufgrund von vereinsstrukturellen Problemen im Februar 2022 abgelehnt; nach einer Neustrukturierung soll Ende Mai 2022 erneut beraten werden.                      |
| November 2021         | Kōchi United SC         | Japan Football League           | Kōchi, Kōchi                        | Angenommen      |                                    | |
| November 2021         | Okinawa SV              | Kyūshū-Regionalliga             | Uruma, Okinawa                      | Angenommen      |                                    | |

† Angegeben ist jeweils die Spielklasse, in welcher der Verein zum Zeitpunkt des Antrags spielte; dies ist nicht notwendigerweise die Spielklasse, welcher der Verein momentan angehört.
Aktuelle Hundertjahrplan-Vereine
- ReinMeer Aomori FC (JFL)
- Tochigi City FC (Kantō-RL D1)
- Veertien Mie (JFL)
- Vonds Ichihara (Kantō-RL D1)
- Nankatsu SC (Kantō-RL D1)
- Suzuka Point Getters (JFL)
- Verspah Ōita (JFL)
- Criacao Shinjuku (JFL)
- Cobaltore Onagawa (Tōhoku-RL D1)
- Tokyo 23 FC (Kantō-RL D1)
- Kōchi United SC (JFL)
- Okinawa SV (Kyūshū-RL)

Ehemalige Hundertjahrplan-Vereine
- Kagoshima United FC (momentan Mitglied der J3 League)
- Renofa Yamaguchi FC (J2 League)
- azul claro Numazu (J3 League)
- Vanraure Hachinohe (J3 League)
- FC Imabari (J3 League)
- tonan Maebashi (Kantō-RL D2)
- Tōkyō Musashino City FC (JFL)
- Tegevajaro Miyazaki (J3 League)
- Iwaki FC (J3 League)
- Nara Club (J3 League)
- FC Osaka (J3 League)